# 2003 في إسرائيل
فيما يلي قوائم الأحداث التي وقعت خلال عام 2003 في إسرائيل.

## أحداث
- 5 مارس – عملية الحافلة رقم 37

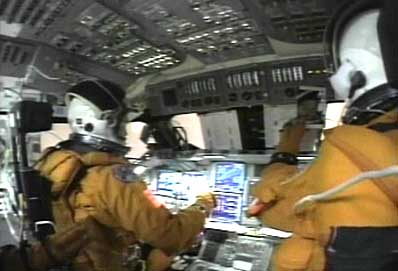
كارثة مكوك الفضاء كولومبيا

- 11 يونيو – تفجير حافلة ميدان دافيدكا
- 19 أغسطس – تفجير حافلة شموئيل هنفي
- 18 مايو – تفجيرات التلة الفرنسية 2003

## سياسة

### تعيين في المنصب
- 1 يناير – سليم جبران قاضي المحكمة العليا في إسرائيل ‏.
- 17 فبراير – أحمد الطيبي عضو الكنيست [الإنجليزية]‏.
- 17 فبراير – أوري أرئيل عضو الكنيست [الإنجليزية]‏.
- 17 فبراير – أيوب قرا عضو الكنيست [الإنجليزية]‏.
- 17 فبراير – اسحق كوهين عضو الكنيست [الإنجليزية]‏.
- 17 فبراير – افرايم سنيه عضو الكنيست [الإنجليزية]‏.
- 17 فبراير – افيغادور ليبرمان عضو الكنيست [الإنجليزية]‏.
- 17 فبراير – ايلان شالجى عضو الكنيست [الإنجليزية]‏.
- 17 فبراير – إسحاق هرتزوغ عضو الكنيست [الإنجليزية]‏.
- 17 فبراير – إيتان كابل عضو الكنيست [الإنجليزية]‏.
- 17 فبراير – إيلي يشاي عضو الكنيست [الإنجليزية]‏.
- 17 فبراير – إيهود أولمرت عضو الكنيست [الإنجليزية]‏،وزير الاتصالات الإسرائيلي  [لغات أخرى]‏.
- 17 فبراير – بنيامين نتانياهو عضو الكنيست [الإنجليزية]‏،وزير المالية الإسرائيلي  [لغات أخرى]‏.
- 17 فبراير – تساحي هنغبي عضو الكنيست [الإنجليزية]‏.
- 17 فبراير – تسيبي ليفني عضو الكنيست [الإنجليزية]‏،وزير  استيعاب المهاجرين ‏.
- 17 فبراير – جلعاد أردان عضو الكنيست [الإنجليزية]‏.
- 17 فبراير – جمال زحالقة عضو الكنيست [الإنجليزية]‏.
- 17 فبراير – جيلا غامليل عضو الكنيست [الإنجليزية]‏.
- 17 فبراير – حاييم رامون عضو الكنيست [الإنجليزية]‏.
- 17 فبراير – حاييم كاتس عضو الكنيست [الإنجليزية]‏.
- 17 فبراير – دافيد ازولاي عضو الكنيست [الإنجليزية]‏.
- 17 فبراير – داني ياتوم عضو الكنيست [الإنجليزية]‏.
- 17 فبراير – روني بار أون عضو الكنيست [الإنجليزية]‏.
- 17 فبراير – رؤوفين ريفلين عضو الكنيست [الإنجليزية]‏،قائمة رؤساء الكنيست.
- 17 فبراير – زهافا غال-أون عضو الكنيست [الإنجليزية]‏.
- 17 فبراير – سيلفان شالوم عضو الكنيست [الإنجليزية]‏،نائب رئيس الوزراء ‏.
- 17 فبراير – عزمي بشارة عضو الكنيست [الإنجليزية]‏.
- 17 فبراير – عمرام متسناع عضو الكنيست [الإنجليزية]‏.
- 17 فبراير – عمير بيرتز عضو الكنيست [الإنجليزية]‏.
- 17 فبراير – متان فلنائي عضو الكنيست [الإنجليزية]‏.
- 17 فبراير – مجلي وهبي عضو الكنيست [الإنجليزية]‏.
- 17 فبراير – موشيه غافني عضو الكنيست [الإنجليزية]‏.
- 17 فبراير – موشيه كحلون عضو الكنيست [الإنجليزية]‏.
- 17 فبراير – نيسان سلوميانسكي عضو الكنيست [الإنجليزية]‏.
- 17 فبراير – يسرائيل أيخلير عضو الكنيست [الإنجليزية]‏.
- 17 فبراير – يسرائيل كاتس عضو الكنيست [الإنجليزية]‏،وزير الزراعة والتنمية الريفية الإسرائيلي  [لغات أخرى]‏.
- 17 فبراير – يعقوب مرغي عضو الكنيست [الإنجليزية]‏.
- 17 فبراير – يولي أدلشتين عضو الكنيست [الإنجليزية]‏،عضو الكنيست [الإنجليزية]‏.
- 17 فبراير – يولي تمير عضو الكنيست [الإنجليزية]‏.
- 28 فبراير – أرئيل شارون وزير الاتصالات الإسرائيلي  [لغات أخرى]‏.

### انتهاء فترة المنصب
- 17 فبراير – أحمد الطيبي عضو الكنيست [الإنجليزية]‏.
- 17 فبراير – أوري أرئيل عضو الكنيست [الإنجليزية]‏.
- 17 فبراير – أيوب قرا عضو الكنيست [الإنجليزية]‏.
- 17 فبراير – اسحق كوهين عضو الكنيست [الإنجليزية]‏.
- 17 فبراير – افرايم سنيه عضو الكنيست [الإنجليزية]‏.
- 17 فبراير – افيغادور ليبرمان عضو الكنيست [الإنجليزية]‏،عضو الكنيست [الإنجليزية]‏.
- 17 فبراير – إيتان كابل عضو الكنيست [الإنجليزية]‏.
- 17 فبراير – إيلان غيلون عضو الكنيست [الإنجليزية]‏.
- 17 فبراير – إيلي يشاي عضو الكنيست [الإنجليزية]‏.
- 17 فبراير – تساحي هنغبي عضو الكنيست [الإنجليزية]‏.
- 17 فبراير – تسيبي ليفني عضو الكنيست [الإنجليزية]‏،وزير الزراعة والتنمية الريفية الإسرائيلي  [لغات أخرى]‏.
- 17 فبراير – تمار غوجانسكي عضو الكنيست [الإنجليزية]‏.
- 17 فبراير – حاييم رامون عضو الكنيست [الإنجليزية]‏.
- 17 فبراير – حاييم كاتس عضو الكنيست [الإنجليزية]‏.
- 17 فبراير – حسنية جبارة عضو الكنيست [الإنجليزية]‏.
- 17 فبراير – دافيد ازولاي عضو الكنيست [الإنجليزية]‏.
- 17 فبراير – داليا رابين بيلوسوف عضو الكنيست [الإنجليزية]‏.
- 17 فبراير – دان مريدور عضو الكنيست [الإنجليزية]‏،وزير بدون حقيبة وزارية.
- 17 فبراير – روني ميلو عضو الكنيست [الإنجليزية]‏.
- 17 فبراير – رؤوفين ريفلين عضو الكنيست [الإنجليزية]‏،وزير الاتصالات الإسرائيلي  [لغات أخرى]‏.
- 17 فبراير – زهافا غال-أون عضو الكنيست [الإنجليزية]‏.
- 17 فبراير – سوفا لاندفير عضو الكنيست [الإنجليزية]‏.
- 17 فبراير – سيلفان شالوم عضو الكنيست [الإنجليزية]‏،نائب رئيس الوزراء ‏.
- 17 فبراير – صالح طريف عضو الكنيست [الإنجليزية]‏.
- 17 فبراير – عزمي بشارة عضو الكنيست [الإنجليزية]‏.
- 17 فبراير – عمير بيرتز عضو الكنيست [الإنجليزية]‏.
- 17 فبراير – موشيه آرنز عضو الكنيست [الإنجليزية]‏.
- 17 فبراير – موشيه غافني عضو الكنيست [الإنجليزية]‏.
- 17 فبراير – ناتان شارانسكي عضو الكنيست [الإنجليزية]‏،نائب رئيس الوزراء ‏.
- 17 فبراير – ناعومي حزان عضو الكنيست [الإنجليزية]‏.
- 17 فبراير – نواف مصالحة عضو الكنيست [الإنجليزية]‏.
- 17 فبراير – هاشم محاميد عضو الكنيست [الإنجليزية]‏.
- 17 فبراير – يسرائيل كاتس عضو الكنيست [الإنجليزية]‏.
- 17 فبراير – يولي أدلشتين عضو الكنيست [الإنجليزية]‏،عضو الكنيست [الإنجليزية]‏.
- 28 فبراير – بنيامين نتانياهو وزير الخارجية الإسرائيلي  [لغات أخرى]‏.
- 17 أغسطس – أرئيل شارون وزير الاتصالات الإسرائيلي  [لغات أخرى]‏.

## أفلام
من الأفلام التي صدرت هذه السنة في إسرائيل:
- 1 يناير – الطريق إلى جنين من إخراج Pierre Rehov [الإنجليزية]‏.
- 1 يناير – قاس: النضال من أجل السلام في الشرق الأوسط

## برامج ومسلسلات وأنمي
- نجم يولد

## كتب
من الكتب التي صدرت هذه السنة في إسرائيل:
- 1 يناير – أصول ديانة العرب ودولة العرب من تأليف يهودا نبو.

## وفيات

### فبراير
- 1 فبراير – ايلان رامون (مواليد 1954) مواطن إسرائيلي ورائد فضاء.
- 23 فبراير – شلومو أرجوف (مواليد 1929) دبلوماسي إسرائيلي.

### سبتمبر
- 25 سبتمبر – إدوارد سعيد (مواليد 1935)